# Constitución de Bielorrusia

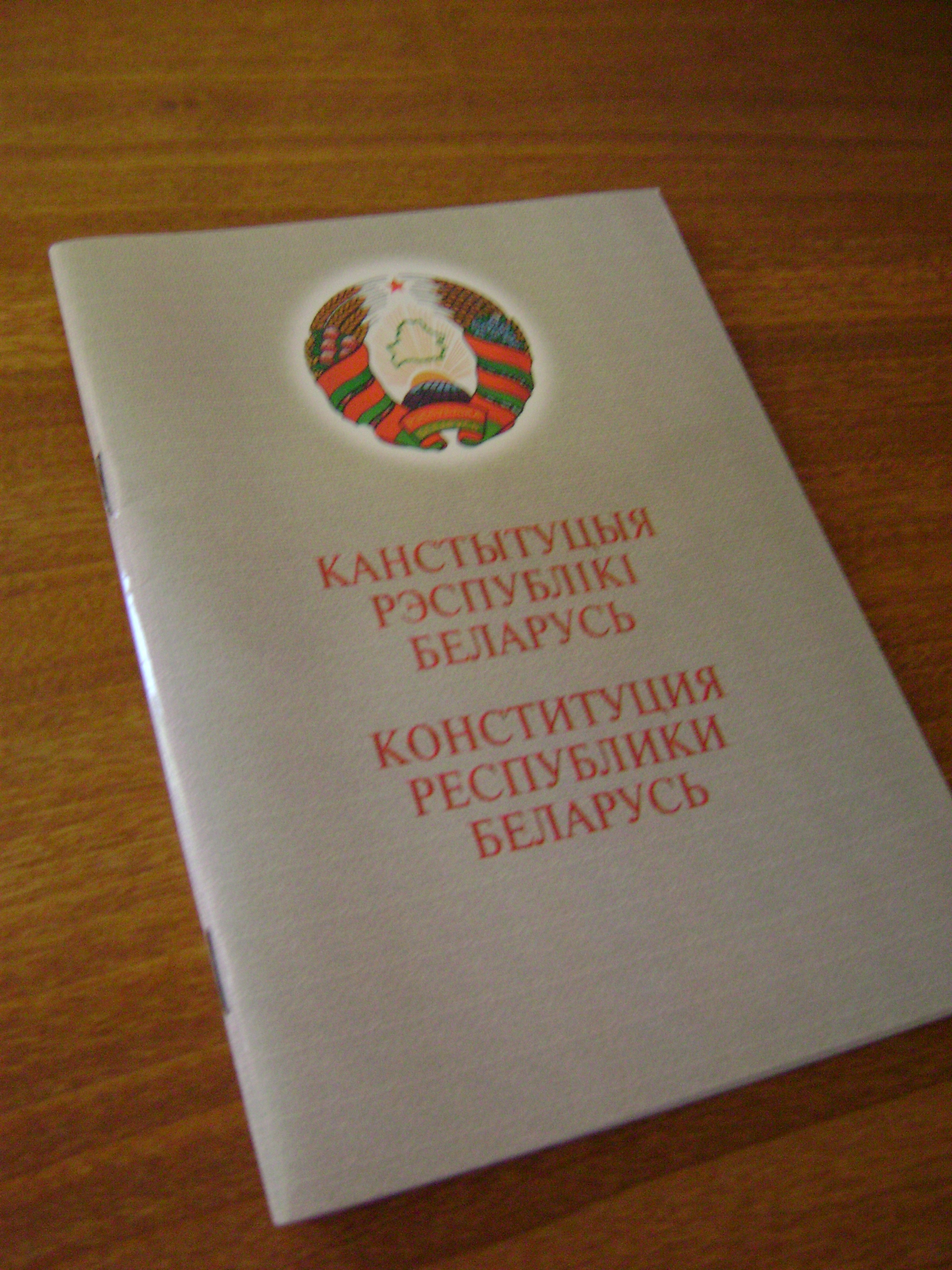
Una versión de folleto de la Constitución distribuida a los ciudadanos por el gobierno. El nombre del documento está en bielorruso, seguido de su nombre en ruso.

La Constitución de la República de Bielorrusia (en bielorruso: Канстытуцыя Рэспублікі Беларусь, en ruso: Конституция Республики Беларусь) es la ley fundamental de dicho país. Adoptada en 1994, tres años después de que el país declarara su independencia de la Unión Soviética, este documento formal establece el marco del estado bielorruso y el gobierno y enumera los derechos y las libertades de los ciudadanos. La Constitución fue elaborada por el Consejo Supremo de Bielorrusia, el antiguo cuerpo legislativo del país, para cuya redacción se consultó a la ciudadanía y a expertos legales. Los contenidos de la Constitución incluyen el preámbulo, nueve secciones, y 146 artículos.
La estructura y el contenido de la Constitución fueron muy influenciados por las constituciones de las potencias occidentales y por las experiencias de Bielorrusia durante la era soviética. Si bien la mayor parte de la Constitución se centra en establecer las funciones de los distintos poderes, también hay una sección dedicada a los derechos y libertades reconocidos por el Estado a los ciudadanos y residentes. La Constitución ha sido enmendada en dos ocasiones desde su aprobación inicial, en 1996 y en 2004. Los dos referendos, que fueron cuestionados por observadores independientes y líderes de la oposición, aumentaron el poder de la presidencia sobre el gobierno y eliminaron los límites a los mandatos presidenciales.

## Historia
Bielorrusia adoptó su primera constitución en 1919 cuando el país represenaba una efímera República Socialista Soviética Bielorrusa. Bielorrusia siguió utilizando esta constitución hasta que –junto con la RSFS de Rusia, la RSS de Ucrania y la RSFS de Transcaucasia– firmó Tratado de Creación de la URSS en 1922. Convertida en República Socialista Soviética de Bielorrusia, el país adoptó su primera constitución de la era soviética en 1927, como complemento de la recién adoptada Constitución de la Unión Soviética de 1924. Tras una readopción en 1937, la RSS de Bielorrusia adoptó su última constitución de la era soviética en 1978, principalmente para reflejar los cambios hechos en la Constitución soviética de 1977.
Cuando Bielorrusia se independizó de la Unión Soviética en 1991, el Consejo Supremo de Bielorrusia aprobó la Declaración de Soberanía de los Estados de la República Socialista Soviética de Bielorrusia, dándose poderes a sí mismo para enmendar la Constitución de 1978 de la RSS de Bielorrusia. Poco después, el gobierno estableció una Comisión de Constitución para facilitar la adopción de una constitución postsoviética. En noviembre de 1991, la Comisión envió el primero de los tres proyectos al Consejo Supremo. Tras la aprobación por parte del Consejo Supremo, el primer borrador se publicó en diciembre de 1991 para que la población de Bielorrusia hiciera comentarios y sugerencias. La comisión presentó el tercer y último proyecto ante el Consejo Supremo, donde se firmó el 15 de marzo de 1994 por el presidente y Orador del Consejo Supremo y Jefe de Estado Myechyslaw Hryb. La gaceta Zvezda publicó oficialmente la Constitución quince días más tarde. El Consejo Supremo aprobó una segunda ley junto con la Constitución, titulada la Ley de Promulgación, haciendo la Constitución de la RSS de Bielorrusia y la Declaración de Soberanía de los Estados de la República Socialista Soviética de Bielorrusia nulas, con algunas excepciones. La ley, aprobada en la decimotercera sesión del Consejo Supremo, también proporcionó las fases de transición para los funcionarios y órganos gubernamentales para formarse en dos años. Cada año desde 1994, el 15 de marzo ha sido conmemorado en Bielorrusia como el Día de la Constitución, una fiesta nacional.
La Constitución introduce la separación de poderes. De acuerdo con la legislación bielorrusa, cada cargo es independiente, pero todos deben trabajar juntos para servir a la gente. La Constitución también hace de Bielorrusia una democracia presidencial, reduciendo significativamente el papel del primer ministro. De las quince antiguas repúblicas soviéticas, Bielorrusia fue la última en crear y aprobar una nueva constitución después de la disolución de la URSS. El retraso se debió a los debates entre los diputados de los Soviets Supremos, que también estaban intentando evitar a la oposición y a las fuerzas democráticas que querían poner fin al Consejo Supremo para siempre. Una lucha de poder para determinar la relación entre el poder ejecutivo y el legislativo causó gran parte del debate en 1992 y 1993. El expresidente del Consejo Supremo, Stanislav Shushkévich, criticó los primeros borradores, debido a la cantidad de poder otorgado al presidente. La oposición del Frente Popular Bielorruso criticó los proyectos definitivos, debido a la falta de equilibrio entre las dos partes y por permitir a Viacheslav Kébich presentarse a las elecciones presidenciales de junio de ese año, a pesar de servir en el mismo papel con la República Socialista Soviética.
En la elaboración de la Constitución de Bielorrusia, los diputados del Consejo Supremo fueron influenciados por las constituciones de varios países, incluyendo Austria, Bélgica, Dinamarca, Francia, Alemania, Italia, Suecia y los Estados Unidos. A nivel interno, la Constitución fue influenciada por el periodo de la dominación soviética y el deseo de traer de vuelta las tradiciones descartadas por el gobierno soviético. La estructura de la Constitución es similar a la de la Federación de Rusia, por ejemplo, el cargo del Presidente tiene facultades análogas a las concedidas al Presidente de Rusia. En general, la Constitución procuró conservar la estructura del Estado de Bielorrusia de movimientos de unidad prorrusos, proveer a un jefe de Estado fuerte que podría curar las dolencias que Bielorrusia soportaría en la era postsoviética, y presentar un compromiso entre las facciones políticas en Bielorrusia.

## Preámbulo
En el preámbulo de la Constitución, Bielorrusia asume la responsabilidad de su destino como un miembro de la comunidad internacional. Para ejecutar esta responsabilidad, el gobierno se compromete a mostrar «la adhesión a valores comunes para toda la humanidad, fundándonos en nuestro derecho inalienable a la autodeterminación», que es «apoyado por la larga historia de siglos del desarrollo de la estructura del Estado bielorrusa». Bielorrusia también promete cumplir los derechos y las libertades de sus ciudadanos y mantener a un gobierno estable que es dirigido por la gente y basado en el imperio de la ley.

## Sección I: De los principios del sistema constitucional
La sección I de la Constitución establece el marco gubernamental y especifica que el gobierno es dirigido por la población de Bielorrusia. El gobierno, que ha sido declarado una democracia representativa multipartidaria, forma su propia política exterior y quiere defender el derecho de hacerlo así cuando sea necesario. La sección I también establece que el estado protege los derechos y las libertades de sus ciudadanos, pero contiene la condición de que un ciudadano de Bielorrusia «carga con una responsabilidad hacia el estado para descargar firmemente los deberes impuestos a él por la Constitución».
El gobierno en sí mismo tiene un sistema de separación de poderes para cada rama del gobierno, pero todas las ramas deben ser independientes de la influencia de las otras ramas. El gobierno está autorizado a aprobar leyes de acuerdo con las disposiciones de la Constitución, las cuales se espera que se cumplan. Si las leyes no son conformes con la Constitución, entonces pueden ser declaradas nulas. Las leyes mismas están sujetas al derecho internacional y Bielorrusia quiere «reconocer la supremacía de los principios universalmente reconocidos del derecho internacional y asegurar que sus leyes cumplen con tales principios».
El territorio de Bielorrusia está dividido en distintas regiones denominadas óblast. Estos se dividen en distritos, los que a su vez se subdividen en ciudades. La Constitución también prevé la posibilidad de la creación de regiones especiales, cuya regulación deberá ser conforme a la ley. También promete a los ciudadanos de Bielorrusia la protección y el auspicio, sin tener en cuenta si están en fronteras bielorrusas o en un país extranjero. Con algunas excepciones, aquellos que no tienen una nacionalidad o son extranjeros tienen, según la Constitución, garantizado el mismo estado y derechos que los ciudadanos de Bielorrusia. Bielorrusia también tiene el poder de conceder el asilo a aquellos que han estado sujetos a la persecución debido a su origen étnico, ideología política o afiliación religiosa.
La Constitución también establece el bielorruso y el ruso como los idiomas oficiales del país, promete la neutralidad y la proliferación no nuclear, adopta símbolos nacionales, y establece a Minsk como la capital (esta ya era la capital de la República Socialista Soviética de Bielorrusia).

## Sección II: De la persona, la sociedad y el Estado
La sección II describe los derechos que el gobierno concede a los ciudadanos. Según el documento, proveer y proteger estos derechos básicos, que incluyen el «derecho a un nivel de vida solemne, incluyendo la comida apropiada, la ropa, el alojamiento e igualmente una mejora continua de las condiciones de vida necesarias», es la máxima prioridad del gobierno. Estos derechos son concedidos a todos los ciudadanos de Bielorrusia y cada bielorruso debe ser tratado equitativamente según la legislación bielorrusa. Sin embargo, estos derechos pueden ser retirados por motivos de seguridad nacional o si Bielorrusia estuviera bajo un estado de emergencia. A nadie se le permite «disfrutar de ventajas y privilegios que son contrarios a la ley». Un estado de emergencia, que puede ser convocado por el Presidente de Bielorrusia según el artículo 84, tiene que ser aprobado por el Consejo de la República tres días después de su anuncio, según el artículo 98.
La Constitución establece que la vida es un derecho y que el Gobierno protegerá la vida de sus ciudadanos contra otros ciudadanos que desean perjudicar a ellos o a sus bienes. La Constitución también permite la pena de muerte a ejercerse por delitos graves, pero solo de acuerdo con la legislación nacional. Si los ciudadanos son arrestados, se concede el debido proceso de ley y no tienen que testificar contra ellos o contra sus familiares. A los ciudadanos también se les da el derecho a voto, vivienda, compensación por su cuota de trabajo y tienen la capacidad para trasladarse donde deseen dentro de Bielorrusia, y tienen derecho a protestar contra el Gobierno.

## Sección III: Del sistema electoral y el referendo
La sección III está dividida en dos capítulos que tratan de la organización y el funcionamiento de las elecciones. El primer capítulo trata del sistema electoral bielorruso y el segundo capítulo detalla la organización de referendos nacionales.
Tienen el derecho a votar en elecciones y plebiscitos los ciudadanos mayores de dieciocho años. La participación en los actos electorales no es obligatoria, por lo tanto, un ciudadano puede votar o no sin ninguna sanción por parte del gobierno. La Constitución establece dos hipótesis en las que se le impide votar a un ciudadano: si este es declarado incapaz por sentencia judicial o si está cumpliendo pena de prisión durante las elecciones. La Constitución no dice nada sobre los derechos de votación de aquellos que han cumplido sus penas de prisión, tampoco declara cómo aquellos ciudadanos pueden conseguir los derechos de nuevo.
Los referendos nacionales, o plebiscitos, son elecciones en las cuales los ciudadanos pueden determinar si un texto legal específico puede convertirse en ley oficial o no. Para que esto ocurra, una de las siguientes condiciones se debe cumplir: El deseo del presidente de llevar a cabo un referendo, la solicitud de ambas cámaras de la Asamblea Nacional de llevar a cabo uno, o la petición de los ciudadanos. Si la Asamblea Nacional solicita un plebiscito, una mayoría es necesaria en ambas cámaras para que sea oficial. Si los ciudadanos solicitan un plebiscito, ellos deben conseguir 430 000 firmas de personas con derecho a voto a través del país. Además, más de 30 000 personas de cada región deben firmar la petición, incluso la capital Minsk. Una vez que una u otra condición se ha cumplido, el presidente debe publicar un decreto que establece la fecha del plebiscito nacional. El plebiscito debe ocurrir en menos de tres meses después de que el decreto fue firmado. Las ciudades locales pueden llevar a cabo sus propios plebiscitos si el diez por ciento de la población local lo solicita.

## Sección IV: Del presidente, el parlamento, el gobierno y los tribunales
La sección IV, que está dividida en cuatro capítulos, explica las funciones del Gobierno bielorruso, principalmente el Presidente de la República de Bielorrusia, el Consejo de Ministros, el Parlamento de Bielorrusia y los tribunales. Aunque elegido por la población bielorrusa, el presidente no debe ser un miembro de un partido político cuando él o ella toma posesión del cargo. La Constitución también hace una lista de funciones oficiales para varios puestos, como el presidente que es el comandante en jefe de las Fuerzas Armadas de Bielorrusia. La sección también describe procedimientos de situaciones donde el presidente no puede continuar con sus funciones o si el presidente muere en el poder.
El capítulo cuatro hace una lista de los poderes y funciones del Parlamento de Bielorrusia, que es llamado la Asamblea Nacional. La Asamblea Nacional en sí misma está dividida en dos cámaras: la Cámara de Representantes y el Consejo de la República. Mientras que cada cámara tiene sus propias reglas que rigen cómo los miembros son elegidos, los miembros deciden sobre los diferentes proyectos de ley que podrían convertirse en ley de Bielorrusia y sobre aprobar los nombramientos de los jefes de gabinete que el presidente elige.
El Consejo de Ministros de la República de Bielorrusia, encabezado por el primer ministro, es el cuerpo de funcionarios que son responsables de varios ministerios del gobierno bielorruso. El presidente nombra a todos los miembros del consejo, pero la Asamblea Nacional debe aprobar a cada miembro. Los miembros del Consejo se mantienen hasta que su mandato como ministro termina o el presidente es reemplazado.
El Tribunal Constitucional de la República de Bielorrusia es el más alto tribunal de Bielorrusia. Si bien los tribunales se ocupan de cuestiones civiles o penales, el Tribunal Constitucional se ocupa de los asuntos relacionados con la Constitución y la legalidad de algunas leyes aprobadas por el gobierno. El tribunal tiene la facultad de declarar cualquier ley inconstitucional. Desde abril hasta mayo de 2007, el Tribunal Constitucional revisó 101 leyes y decretos, se decidió que eran constitucionales. El tribunal que trata los asuntos de derecho penal es el Tribunal Supremo de Bielorrusia.

## Sección V: Del gobierno local y el autogobierno
La sección V permite la formación de los gobiernos locales. Los gobiernos locales son elegidos por la población local y tienen el poder de administrar asuntos locales, tales como los presupuestos, los servicios sociales, y el desarrollo económico. También tienen la facultad de recaudar impuestos. El presidente puede nombrar y destituir a los jefes de los gobiernos locales en la aprobación del consejo local de diputados.

## Sección VI: De la Fiscalía y el Comité de Supervisión del Estado
La sección VI enumera el cargo y las funciones del fiscal general y el Comité de Supervisión del Estado. El fiscal general y sus fiscales ayudantes designados son encargados del cumplimiento de las leyes nacionales, regionales y locales de todos los sectores del gobierno y de la sociedad pública. El fiscal general es designado por el presidente con el permiso del Consejo de la República.
El Comité de Supervisión del Estado se encarga de supervisar el presupuesto nacional, aplicar la política económica del presidente, y regular el uso de bienes del Estado. Al igual que con el fiscal general, el Comité de Supervisión del Estado es nombrado por el presidente.

## Sección VII: Del sistema financiero y de crédito de la República de Bielorrusia
La sección VII específica las responsabilidades fiscales de Bielorrusia. Un presupuesto nacional debe ser creado, junto con los presupuestos de las regiones y ciudades locales. El dinero que será utilizado en el presupuesto nacional se adquiere de los impuestos nacionales y multas, y de los pagos realizados a Bielorrusia por gobiernos extranjeros. Al final de un año fiscal, la Asamblea Nacional debe revisar el presupuesto para el próximo año fiscal en un plazo de cinco meses. Después de la revisión y aprobación del presupuesto nacional, se publica para consulta pública. Los presupuestos locales siguen los mismos procedimientos. El Banco Nacional de la República de Bielorrusia es el banco estatal de Bielorrusia y es la oficina encargada de emitir la moneda nacional, el rublo bielorruso.

## Sección VIII: De la aplicación de la Constitución
La sección VIII describe procedimientos para hacer cumplir y enmendar la Constitución. La Constitución es la ley suprema del país, por lo tanto, otras leyes y decretos no pueden entrar en conflicto con ella. Si se produce un conflicto, la Constitución se aplica. Si la Constitución no está en conflicto, pero es una ley y un decreto, la ley sería aplicada.
Para enmendar la Constitución, una de dos cosas deben suceder antes de que la Asamblea Nacional pueda considerar la medida: El presidente debe sugerir el cambio, o 150.000 votantes deben enviar una petición a la Asamblea Nacional. Ambas cámaras de la Asamblea Nacional deben discutir las enmiendas propuestas por un mínimo de tres meses. Dos condiciones pueden impedir que un debate tenga lugar: o un estado de emergencia, o hay menos de seis meses en la actual legislatura de la Cámara de Representantes. Para que una enmienda entre en vigor, debe ser aprobada por las dos terceras partes de ambas cámaras de la Asamblea Nacional o por mayoría simple de la población electoral de Bielorrusia en un referendo nacional. La única restricción es que las secciones I, II, IV y VIII sólo se pueden enmendar por referendo nacional. Las reglas para la realización de un referendo nacional se enumeran en los capítulos 22 al 25 del Código Electoral de la República de Bielorrusia. Desde la adopción original de la Constitución en 1994, se ha modificado en dos ocasiones; una vez en 1996 y una vez en el año 2004.

## Sección IX: De las cláusulas final y transitoria
La novena y última sección de la Constitución fue añadida tras aprobación de la enmienda de 1996 de la Constitución. Si las leyes que fueron aprobadas antes de la adopción de la Constitución no están en conflicto con ella, se siguen aplicando. Todos los cambios de la Constitución entran en vigor cuando son formalmente publicados por el presidente, a menos que sea especificado de otra manera. Con la aprobación de la enmienda de la Constitución de 1996, la ley de 1994 «relativa al procedimiento de la entrada en vigor de la Constitución de la República de Bielorrusia» dejó de aplicarse. Como medida transitoria, la sección IX establece que la presente (a partir de noviembre de 1996) jefatura de Bielorrusia puede continuar sirviendo hasta que su periodo de servicio ha sido completado. Cuando la Constitución se aplica, se permite al gobierno nacional ejercer sus funciones asignadas. A menos que se indique lo contrario de lo establecido en el artículo 143, parte 3, la jefatura nacional debe formar los organismos gubernamentales estatales dos meses después de que la Constitución entre en vigor.

## Enmiendas
Después de que Alexander Lukashenko asumiera la presidencia en 1994, manifestó su intención de enmendar la recién aprobada Constitución. Las enmiendas, según Lukashenko, ampliarían el poder de su cargo, marcando un punto de inflexión en la política de la era postsoviética de Bielorrusia. Un referendo nacional en mayo de 1995 fue el primer paso en el proceso de enmienda. En una de las cuatro preguntas, se interrogaba si el presidente podría disolver el parlamento si los miembros violaban la legislación nacional. La votación, en contra de la cual varios diputados de los Soviets Supremos protestaron, resultó en el 77% a favor de la disposición relativa al rechazo de la legislatura por el presidente. Otras preguntas en la votación, como la bandera nacional y el escudo nacional, no afectan a la Constitución entera, pero su estado se ha decidido por la Constitución. Dos años más tarde, Lukashenko programó el primer referendo que cambiaría potencialmente la Constitución. El último referendo sobre la Constitución se produjo en 2004, también programado por Lukashenko.

### 1996
En 1996 llegaron más convocatorias de reforma constitucional. El presidente Lukashenko estableció unilateralmente el referendo tras la negación del Consejo Supremo a aprobar las medidas o establecer un día para la votación. Un temprano intento del Consejo Supremo de establecer su propio referendo en septiembre de 1996 fue declarado «contradictorio a la Constitución» por el Tribunal Constitucional. El referendo enmendó la Constitución mayormente para fortalecer el poder de la presidencia. Entre los cambios hechos estuvieron los siguientes, a saber:
1. El Consejo Supremo, el parlamento unicameral de Bielorrusia, fue abolido. El Consejo Supremo fue reemplazado por la Asamblea Nacional, un parlamento bicameral;[24]
2. La legislatura del presidente Alexander Lukashenko se amplió de 1999 hasta 2001.[24]

En el referendo, el 84% de los aproximadamente 7,5 millones de votantes aprobaron las enmiendas. El 28 de noviembre de ese año, el presidente Lukashenko firmó los cambios en la legislación. Otros resultados no relacionados directamente con la votación incluyeron la expansión del papel del Consejo de Ministros, lo cual le permitió tratar los asuntos relacionados con el desarrollo de los ámbitos económico, social y político en Bielorrusia. Sin embargo, el referendo de 1996 no fue la primera convocatoria con el fin de disolver el Consejo Supremo. En 1991 y 1992, después del golpe de agosto en Moscú por altos funcionarios del PCUS, las fuerzas democráticas en el gobierno querían disolver el Consejo Supremo permanentemente. Los miembros del Frente Popular Bielorruso presionaron para celebrar un referendo, y a pesar de alcanzar el número de firmas requeridas por la ley en el momento, el Consejo Supremo anuló la medida.
Los resultados del referendo de 1996 llevaron a la exclusión de los partidos de la oposición del nuevo parlamento. Debido a problemas asociados a la transparencia y al amaño de votos, la Unión Europea, los Estados Unidos y varias otras naciones no reconocieron los resultados de la votación.

### 2004
Junto con la elección de los miembros de la Asamblea Nacional, los votantes bielorrusos presentaron un referendo respecto a los límites del mandato presidencial. Antes de la votación, al presidente Alexander Lukashenko sólo le estaba permitido servir dos legislaturas antes de que la Constitución le obligara a dimitir. La participación en el referendo fue de casi un 90%, con un 77,3% de los votantes de acuerdo con la eliminación de los límites del mandato. Los cambios se llevaron a cabo el 17 de octubre de 2004. Como en el referendo de 1996, la validez de la votación fue puesta en duda. De acuerdo con la Organización para la Seguridad y la Cooperación en Europa (OSCE), muchos lugares de votación no contaban con observadores independientes. La OSCE creyó que los estándares de la votación no cumplieron con los requisitos de «elecciones libres y limpias». Datos de otras organizaciones no gubernamentales (ONG) apuntaban que el 50% de los votantes no participaron en el referendo, por lo que sostienen que los resultados brindados por el gobierno son deficientes. Dos años más tarde, Lukashenko se presentó como candidato en las elecciones de 2006 y consiguió un 83% de los votos en la primera votación. Sin límites de mandato, Lukashenko declara que, dependiendo de su salud, no se retirará de la política y podría presentarse como candidato a la reelección en 2011.

## Críticas a los cambios constitucionales
Ambos referendos fueron severamente criticados por la oposición política en Bielorrusia además de observadores internacionales como la OSCE. Los observadores declararon que ambos referendos no fueron transparentes y que los resultados reales no fueron publicados. A los observadores no les estaba permitido ver el proceso de conteo de votos. En concreto, la oposición democrática del presidente Lukashenko decidió boicotear el referendo de 1996 de la Constitución. En la misma votación, los observadores internacionales encontraron problemas con el proceso de votación y con carteles y anuncios progobierno en lugares de votación. Los partidos de la oposición afirmaron que la votación para disolver el Consejo Supremo en 1996 eliminó el último parlamento de Bielorrusia electo democráticamente e instaló el parlamento elegido a dedo por Lukashenko. A pesar de las afirmaciones de manipulación de las elecciones y de la Constitución en sí misma, hay unas pocas partes de la actual Constitución aprobadas por los principales líderes de la oposición democrática bielorrusa. En una entrevista en 2005 para Radio Liberty, el candidato a la presidencia Aleksandr Milinkevich declaró que la postura de Bielorrusia como país neutral, establecido en el artículo 18, debería ser preservada en lo que respecta a la adhesión a la OTAN y a la Unión Europea. La interpretación legal de la Constitución es también puesta en duda. En una publicación de 1998, la New York University School of Law señaló que los estudiantes de Derecho bielorrusos inventaron una nueva forma para tratar con la jurisprudencia. Las leyes eran constitucionales si cumplían con la voluntad del presidente Lukashenko y con la población; en cambio, eran inconstitucionales si ni al presidente ni a la población les gustaba. Las leyes que estaban en la última categoría eran consideradas «ignoradas» por los estudiantes de Derecho. En junio de 1999, un relator especial de la Independence of Judges and Lawyers de la Organización de las Naciones Unidas visitó Bielorrusia y señaló la inconsistencia entre las leyes nacionales, los decretos y la Constitución. El relator de la ONU, Param Cumaraswamy, señaló particularmente que los decretos temporales aprobados por las autoridades nacionales estaban todavía en vigor, aun cuando habían vencido o contradecían la Constitución.